# Villiersicometes
Villiersicometes is een kevergeslacht uit de familie van de boktorren (Cerambycidae). De wetenschappelijke naam van het geslacht werd voor het eerst geldig gepubliceerd in 2003 door Santos-Silva.

## Soorten
Villiersicometes omvat de volgende soorten:
- Villiersicometes absalom Tavakilian & Santos-Silva, 2012
- Villiersicometes bijubatus (Gounelle, 1911)
- Villiersicometes lineatus (Villiers, 1958)
- Villiersicometes wagneri (Gounelle, 1911)